# Municipio de Windsor (condado de Ashtabula)
El municipio de Windsor (en inglés: Windsor Township) es un municipio ubicado en el condado de Ashtabula en el estado estadounidense de Ohio. En el año 2010 tenía una población de 2279 habitantes y una densidad poblacional de 35,62 personas por km².

## Geografía
El municipio de Windsor se encuentra ubicado en las coordenadas 41°32′30″N 80°57′14″O / 41.54167, -80.95389. Según la Oficina del Censo de los Estados Unidos, el municipio tiene una superficie total de 63.98 km², de la cual 63,88 km² corresponden a tierra firme y (0,15 %) 0,1 km² es agua.

## Demografía
Según el censo de 2010, había 2279 personas residiendo en el municipio de Windsor. La densidad de población era de 35,62 hab./km². De los 2279 habitantes, el municipio de Windsor estaba compuesto por el 97,37 % blancos, el 1,71 % eran afroamericanos, el 0,18 % eran amerindios, el 0,22 % eran asiáticos, el 0,13 % eran de otras razas y el 0,39 % eran de una mezcla de razas. Del total de la población el 0,61 % eran hispanos o latinos de cualquier raza.